# Robinieae
Tribu
Les Robinieae sont une tribu de plantes à fleurs dicotylédones de la famille des Fabaceae, sous-famille des Faboideae,  qui comprend onze genres acceptés et environ 72 espèces.
C'est un groupe composé principalement d'arbres et d'arbustes des régions tropicales et tempérées dont l'aire de répartition originelle est limitée au Nouveau Monde, à l'exception du genre Sesbania qui a une distribution pantropicale. Cependant ce genre, initialement classé dans la tribu des Robinieae, a été reclassé dans sa propre tribu, celle des Sesbanieae dont il est l'unique genre.

## Liste des genres
Selon Kew Gardens :
- Coursetia DC.
- Genistidium I.M.Johnst.
- Gliricidia Kunth
- Hebestigma Urb., 1900
- Lennea Klotzsch
- Olneya A.Gray
- Peteria A.Gray
- Poissonia Baill.
- Poitea Vent., 1807
- Robinia L., 1753
- Sphinctospermum Rose